# Alan Moore
Pour les articles homonymes, voir Moore et Alan Moore (homonymie).
Alan Moore [ˈælən mʊə(ɹ)], né le 18 novembre 1953 à Northampton, est un scénariste de bande dessinée et écrivain britannique dont les œuvres les plus connues sont les comics Watchmen, V pour Vendetta et From Hell.
Moore commence sa carrière au Royaume-Uni avant de travailler pour des éditeurs américains. Célèbre pour avoir rendu, dans les années 1980, les comics plus mûrs et plus littéraires, il a également beaucoup apporté à la forme du médium par des effets de mise en page inédits jusqu'alors. Ses influences, très diverses, comptent des auteurs comme William S. Burroughs, Thomas Pynchon, Robert Mayer et Iain Sinclair, des écrivains de science-fiction comme Michael Moorcock et d'horreur comme H.P. Lovecraft, Clive Barker, des cinéastes comme Nicolas Roeg. En bande dessinée, l'influence de Bryan Talbot, précurseur de la bande dessinée « adulte » avec The Adventures of Luther Arkwright (en), a été déterminante.
Alan Moore a reçu neuf fois le prix du meilleur scénariste aux prix Eisner depuis 1988, trois fois un prix Jack-Kirby, et sept fois un prix Harvey bien qu'il avoue dans sa biographie Incantations ne pas forcément en tirer un quelconque intérêt. Cette liste de récompenses fait probablement de lui le scénariste le plus primé dans le domaine du comic.
Végétarien et connu pour ses opinions anarchistes, il se présente par ailleurs comme un « magicien » et un adorateur de Glycon, une divinité-serpent romaine.

## Biographie

### Jeunesse

#### Premiers pas
Alan Moore nait le 18 novembre 1953 à l'hôpital Saint-Edmond de Northampton. Ses parents, Ernest Moore et Sylvia Doreen, se sont mariés l'année précédente. Ils sont originaires d'un milieu modeste : lui travaille d'abord à la brasserie locale, puis creuse des tranchées pour le réseau électrique et elle occupe, une fois ses enfants assez grands, un poste dans une imprimerie de la ville.
Alan Moore grandit dans les Boroughs, le quartier historique de Northampton et l'un des plus défavorisés d'Angleterre. Il vit avec ses parents, son frère Mike (de deux ans son cadet) et sa grand-mère maternelle, Clara Mallard, dans une maison de St. Andrew's Road, louée à la municipalité. Cette demeure, de style victorien, est en mauvais état et offre peu de commodités : il n'y a pas de salle de bains, les toilettes sont situées à l'extérieur et ne possèdent pas de chasse d'eau.
Dans un quartier où une grande partie de la population est analphabète, Ernest et Sylvia Moore souhaitent offrir à leurs deux enfants la meilleure éducation possible. C'est donc encouragé par ses parents qu'Alan développe très tôt un fort attrait pour la lecture. En effet, dès l'âge de cinq ans, il s'inscrit à la bibliothèque et commence à lire tout ce qui lui tombe dans les mains selon un rythme effréné d'environ deux à trois livres tous les deux jours. Il découvre alors des styles très divers et s'intéresse plus particulièrement à la fantasy, aux contes de fées, à la geste arthurienne, etc..

#### La découverte des comics
Comme beaucoup d'enfants anglais de son époque, Alan Moore lit les comics publiés par l'éditeur écossais D. C. Thomson tels que The Beano, The Beezer (en) ou The Dandy (en). Ces comics, qui mettent souvent en scène des enfants de la classe ouvrière auxquels Moore peut s'identifier, sont plutôt basiques et banals.
À l'âge de six ans, le jeune Moore découvre, sur l'étal d'un marché de Northampton, les comics de super-héros américains. C'est pour lui une vraie révélation. En effet, ils attirent immédiatement l'œil du jeune garçon car, contrairement aux comics anglais, ils sont entièrement en couleurs et ils mettent en scène des personnages fascinants : Flash, Superman, Les Quatre Fantastiques, etc.. Moore devient un véritable fan des comics américains (notamment ceux de Marvel et plus particulièrement ceux écrits par Jack Kirby) et il en achète chaque semaine autant qu'il peut.

#### Scolarité
La scolarité du jeune Moore se déroule d'abord à l'école primaire de Spring Lane, située à quelques minutes du domicile familial. Elle se passe sans heurt : le jeune garçon obtient de très bonnes notes et se hisse en tête de classe les deux ou trois dernières années. Dans la continuité de ces résultats, il obtient logiquement le 11+ (examen de passage du primaire au secondaire) qui lui donne le droit de s'inscrire à la grammar school de Northampton.
Mais Alan Moore déclare à propos de l'école primaire : « j'étais persuadé d'être un génie. Je ne me rendais pas compte qu'en fait, j'étais juste le plus malin d'une bande de simplets ». En effet, l'arrivée au collège est difficile : outre des règles très strictes et le port obligatoire de l'uniforme, il s'avère que la quasi-totalité des élèves est issue de la classe moyenne et bénéficie d'une meilleure éducation du fait de son passage par des classes préparatoires. Le jeune garçon se retrouve alors isolé, et ce, pour deux raisons, : son appartenance à la classe ouvrière (il prend conscience de l'existence d'une hiérarchie sociale, dans laquelle il se situe tout en bas) et son classement parmi les derniers de la classe (de premier à l'école primaire, il passe dix-neuvième, puis vingt-septième).
Dégoûté par ce nouvel environnement (il compare la grammar school aux Jeunesses hitlériennes) et par son classement parmi les plus mauvais élèves, persuadé qu'il n'y obtiendra aucun succès, Moore décide de tourner définitivement le dos à l'univers scolaire.
À l'adolescence, Moore se laisse pousser les cheveux ; il commence à sortir le soir, à aller à des fêtes. Il se met à fumer du cannabis, puis découvre le LSD lors d'un concert de Canned Heat à Hyde Park. Cette découverte le marque durablement : « elle m'a permis de comprendre que la réalité n'était pas quelque chose de définitif. Que la réalité qui faisait notre quotidien était une réalité tout à fait valable, mais qu'il y en avait d'autres qui ne l'étaient pas moins ».
En septembre 1971, Alan Moore est surpris en plein trafic de LSD. Le directeur du lycée l'exclut immédiatement et écrit à tous ses confrères de lycées, d'universités et d'autres écoles pour leur conseiller de ne pas accepter l'adolescent dans leurs établissements. Définitivement exclu du système éducatif, Moore doit chercher du travail. Tâche qui s'avère compliquée puisqu'il a besoin, pour postuler à un poste, des références de la dernière école fréquentée.

#### Premiers pas dans les arts
Alan Moore commence à dessiner et à réaliser ses propres bandes dessinées, Omega Comics, dès la fin du primaire. Il s'agit à cette époque de dessins esquissés sur des blocs-notes avec des stylos à bille de couleur.
Plus tard, il fournit quelques illustrations pour le fanzine d'horreur de David Sutton, Shadow. En septembre 1970, Derek Stokes, propriétaire d'une librairie consacrée à la BD et à la science-fiction, utilise un dessin de Moore pour une publicité dans le magazine Cyclops. Enfin, il contribue à Weird Window, l'anthologie amateur de Sutton : critique de livre, illustrations et une nouvelle intitulée L'hypothèse du lézard en mars 1971,.
À l'âge de 16 ans, il fonde le magazine Embryo avec des filles d'une école religieuse de Northampton et certains élèves de la grammar school. Cinq ou six numéros, principalement dédiés à la poésie, voient le jour,.
Le Laboratoire d'Arts de Northampton, une communauté artistique locale appartenant au mouvement Arts Lab, met en place des espaces partagés et des ateliers pour les artistes. Après avoir assisté à l'un de ces ateliers, Moore et ses collaborateurs décident de fusionner Embryo avec le Laboratoire d'Arts.
Tandis qu'il continue de superviser Embryo, Moore participe à plusieurs numéros de Rovel, le magazine du laboratoire. Par ailleurs, il s'essaie à différentes disciplines : écriture de chansons, de pièces et de spectacles, écriture et lecture de poésie. « Le Laboratoire d'Arts a joué un grand rôle dans mon développement. Il m'a encouragé à tenter beaucoup d'expériences. Il m'a donné une attitude vis-à-vis de l'art qui m'accompagnera pour le restant de mes jours. J'y ai appris bien davantage qu'à l'école ».

#### Premiers emplois
Après son exclusion du lycée, Alan Moore éprouve des difficultés à trouver un travail. Sans diplôme et sans référence, seuls les emplois non qualifiés sont à sa portée. Il occupe d'abord un poste dans une tannerie coopérative (il est licencié au bout de deux mois après avoir été surpris en train de fumer un joint dans la salle de repos). Ensuite, il devient portier au Grand Hotel de Northampton. En 1975, il travaille comme assistant dans la papeterie W. H. Smith avant d'occuper différents postes administratifs,, notamment chez Pipeline Constructors, Ltd., un sous-traitant de la compagnie locale de gaz.

### Carrière

#### Début d'une carrière d'artiste et d'une vie de famille
En 1972, le Laboratoire d'Arts est dissous et remplacé par le Groupe d'Arts de Northampton formé par une génération plus jeune. Moore s'implique au sein de ce groupe notamment en illustrant les couvertures de ses magazines. Il y rencontre sa femme, Phyllis Dixon avec laquelle il se marie en 1975. La même année, Moore publie dans un journal alternatif de Northampton appelé ANON. Il tente également de monter un fanzine multimédia appelé Dodgem Logic (en) qui finalement n'aboutit pas.
Alors que sa femme est enceinte, Alan Moore démissionne du poste administratif qu'il occupe afin de tenter sa chance en tant que dessinateur. Ce choix, longuement mûri et pris en accord avec sa femme, s'avère risqué car si une carrière de dessinateur apparaît plus gratifiante, elle ne garantit pas la sécurité financière.
De 1978 à 1979, Alan réalise des strips pour le journal local de contre-culture de la ville d'Oxford, le Back Street Buggle. Il publie ainsi des épisodes du Panda de St. Pancras, « une version cynique de l'Ours Paddington » dans laquelle il parodie des sujets d'actualité. Ce travail n'est pas rémunéré mais il permet à Moore d'acquérir de l'expérience. Sa première vente professionnelle (deux dessins vendus 40 livres pièce) a lieu avec l'hebdomadaire britannique New Musical Express. Ensuite, il publie dans le fanzine londonien de rock west-coast Dark Star un premier strip intitulé The Avenging Hunchback, puis un second, en collaboration avec Steve Moore. Enfin, il publie une double page de dessins consacrés au Père Noël pour le Frantic Winter Special de Marvel UK.
Au début de l'année 1978, alors que naît Léah, la situation financière du couple est compliquée. En effet, les Moore ne parviennent à subsister que grâce aux aides de la sécurité sociale. Alan Moore se rend alors compte que la vente de quelques dessins de temps en temps ne suffit pas à faire vivre sa famille et qu'un travail régulier et stable est plus que nécessaire.

#### Premiers travaux d'envergure
En 1979, Alan Moore envoie une proposition de strip au magazine de musique Sounds. Il s'agit de deux épisodes d'une série intitulée Roscoe Moscow. Quelques jours plus tard, l'éditeur du magazine le contacte et accepte de l'embaucher pour un salaire de 35 livres par semaine. La bande dessinée, publiée sous le pseudonyme de « Curt Vile » (référence au compositeur allemand Kurt Weill), raconte les aventures d'un malade mental alcoolique se prenant pour un détective privé,.
Elle s'étale au total sur soixante épisodes avant de laisser sa place, en juin 1980, à une nouvelle série intitulée The Stars My Degradation (référence au roman Terminus les étoiles (en anglais : The Stars My Destination) d'Alfred Bester). Alan Moore y parodie des œuvres de science-fiction comme Alien de Ridley Scott, E.T., l'extra-terrestre ou encore X-Men. Cette bande-dessinée dure cent épisodes et s'achève en 1984. C'est une expérience enrichissante pour le jeune dessinateur : « ça m'a enseigné la construction des histoires, la continuité case à case, la narration graphique. Je choisissais mon éducation au fur et à mesure et avec ces strips, j'avais fait mon apprentissage dans les comics ».
Six mois après avoir été embauché par le Sounds, le Northants Post, un journal local, l'engage pour publier une bande dessinée intitulée Maxwell the Magic Cat (en), destinée à un jeune public. Il utilise cette fois le pseudonyme de « Jill de Ray », homonyme de Gilles de Rais, un noble français du XVe siècle, compagnon de Jeanne d'Arc, exécuté pour l'assassinat de plus d'une centaine d'enfants. Moore décide de stopper la publication de ce strip en 1986 à la suite de la parution dans le journal d'un édito homophobe.

#### Succès britanniques

##### 2000 AD
Une nouvelle fois, les problèmes financiers mettent Alan Moore au pied du mur. En effet, ses revenus obtenus grâce à ses différents travaux pour Sounds et le Northants Post ne parviennent pas à subvenir totalement aux besoins de sa famille. De plus, le dessin lui demande beaucoup trop de temps et il éprouve parfois des difficultés pour la représentation de certains objets. Plus confiant dans l'élaboration de scénario, Moore décide de délaisser le dessin.
À la fin des années 1970, Alan Moore écrit, avec l'aide de son ami Steve Moore, un script pour Judge Dredd qu'il envoie à 2000 AD, un hebdomadaire britannique de science-fiction. Si le scénario, n'est pas retenu, le style de Moore retient l'attention du magazine. Alan Grant, le rédacteur, lui demande de continuer à envoyer des travaux. Ce qui finit par payer puisque l'une de ses histoires est retenue pour Future Shocks.
En 1980, un script d'Alan intitulé L'héritage noir est publié dans Doctor Who Weekly et est suivi l'année suivante par toute une série d'épisodes courts. C'est à cette occasion qu'il est amené à collaborer avec David Lloyd, un dessinateur régulier de Marvel UK et qui a une grande importance dans sa carrière. Il enchaîne ensuite par un travail d'adaptation de L'Empire contre-attaque dans Star Wars Weekly.
Dans le même temps, Alan Moore multiplie les histoires courtes pour 2000 AD telles que Vacances en enfer, L'homme réversible ou encore Récit édifiant. Toujours pour 2000 AD, il écrit des histoires complètes dans les suppléments du magazine Future Shocks et Time Twisters, avec des séries comme Skizz (dessin de Jim Baikie), D.R. and Quinch (avec Alan David) et The Ballad of Halo Jones (avec Ian Gibson).

##### Marvel UK
Tous les différents strips écrits notamment pour 2000 AD prouvent la valeur de Moore en tant que scénariste, et Marvel décide alors de lui confier les rênes d'une série régulière avec le dessinateur Alan Davis : Captain Britain. L'objectif donné à Moore est de démêler l'historique de la série et des intrigues rendu confus par la multiplicité des scénaristes depuis sa création en 1976. Moore opte pour une solution radicale : annihiler l'univers entier de la série au bout de quelques épisodes afin de repartir sur de nouvelles bases. Le travail avec Davis est très collaboratif et enrichissant faisant ainsi le succès de la série : « avec Captain Britain, on a pris un super-héros Marvel de base plutôt plat et on s'est amusés autant qu'on pouvait ».
Moore travaille également sur Night Raven, un héros de pulp archétypal et l'un des rares personnages créés par Marvel UK (au total, 11 épisodes en prose paraissent dans The Daredevils).
En 1984, Moore quitte Captain Britain après en avoir écrit 21 épisodes et cesse, par la même occasion, toute collaboration avec Marvel. En effet, il entre en conflit avec la maison d'édition d'abord pour des retards de paiement, puis à cause de questions de droit d'auteur concernant la réédition d'épisodes de Doctor Who.

##### Warrior
En 1982, alors que sa famille s'est agrandie avec la naissance de Amber, Alan Moore est contacté par Dez Skinner, un ancien rédacteur de chez IPC et Marvel UK. Skinner lance sa propre anthologie de bande-dessinée, Warrior (en), et demande à Moore, à cette occasion, de créer de nouvelles séries dont certaines marquent durablement l'histoire des comics britanniques :
- Marvelman (renommé par la suite Miracleman pour des raisons de droit). Moore, avec l'aide du dessinateur Gary Leach (remplacé plus tard par Alan Davis, puis par John Totleben) revisite complètement le personnage. Innocent et plutôt kitsch dans les années 1950, celui-ci se retrouve transposé dans un univers moderne et réaliste. L'interaction du super-héros avec le reste de l'humanité (notamment sa femme) est l'angle de vue privilégié par les auteurs ;
- V pour Vendetta. Réalisée avec David Lloyd, cette contre-utopie met en scène un anarchiste flamboyant qui, prenant les traits de Guy Fawkes, combat un gouvernement fasciste dans l'Angleterre de la fin du XXe siècle. Cette bande-dessinée connaît un grand succès et obtient de nombreux prix dont celui de meilleur album étranger à Angoulême en 1990. « c'est avec V pour Vendetta que j'ai commencé à prendre conscience qu'on pouvait obtenir des effets incroyables en associant des mots et des images (...). J'ai commencé à comprendre ce qu'on pouvait faire grâce au découpage et aux couches successives, les niveaux de sens qu'on pouvait donner à l'histoire. Je suis convaincu que V pour Vendetta fut le premier pas de géant que je franchis vers mon propre style »[40] ;
- The Bojeffries Saga. Il s'agit d'une série humoristique sur une famille de monstres de la classe ouvrière, dessinée par Steve Parkhouse[41].

Au bout de 26 numéros, en janvier 1985, Warrior s'arrête. Les séries de Moore ne sont pas terminées pour la plupart. Certaines, tel que V pour Vendetta, sont prolongées et achevées des années plus tard chez d'autres éditeurs.

#### Le travail pour les éditeurs américains

##### DC Comics

###### Swamp Thing
Au début de l'année 1983, Len Wein, de DC Comics, qui a remarqué le travail de Moore en Grande-Bretagne, l'appelle et lui demande d'écrire des scénarios pour sa création Swamp Thing, alors l'un des titres de DC qui se vend le moins. Cette série raconte l'histoire d'Alec Holland, un chercheur qui, au cours de l'une de ses expériences, est victime d'une explosion. Tombé dans un marais, une réaction chimique le transforme en Swamp Thing, un être mi-homme, mi-plante. Il décide alors de partir en quête de son humanité perdue.
Moore, travaillant avec les dessinateurs Stephen Bissette, Rick Veitch et John Totleben, déconstruit puis reconstruit entièrement les personnages, en écrivant des histoires à la forme expérimentale qui délaissent parfois l'horreur et le fantastique pour un discours environnemental, politique ou social. On entend beaucoup parler des méthodes de travail de l'auteur qui, afin de mieux comprendre les personnages et de rendre parfaitement les atmosphères, se documente énormément sur la culture de la Louisiane et se met à écouter de la musique cadienne.[réf. nécessaire]
Le succès de la série, à la fois critique et commercial, permet à ses auteurs de porter l'expérimentation toujours plus loin et de repousser les limites des comics. Ce qui débouche sur un conflit avec la Comics Code Authorithy (CCA), chargée de garantir, grâce à un cachet d'approbation apposé sur la couverture, des comics sans contenu subversif. Des thématiques telles que l'inceste ou la nécrophilie conduisent la CCA à refuser de donner son approbation à partir de l'épisode no  31. Swamp Thing devient donc le premier comics à être publié sans le cachet de la CCA, remplacé par un bandeau portant la mention « Suspense Sophistiqué ».
Moore, dont les idées pour ce personnage sont épuisées, démissionne de la série en 1987, au numéro 64. En quatre années de travail, il a fait passer les ventes de 17 000 à 100 000 exemplaires et a remporté de nombreuses récompenses.
Après le succès de Swamp Thing , Alan Moore se voit confier d'autres travaux par DC Comics. Ainsi, il écrit des histoires courtes de Green Arrow (dans Detective Comics) et d'Omega Men, d'autres dans Vigilante et quelques Batman (dont Batman: The Killing Joke, album réalisé avec Brian Bolland) et Superman (dont Whatever Happened to the Man of Tomorrow?).

###### Watchmen
Alan Moore établit définitivement sa réputation avec la maxi-série Watchmen, publiée de septembre 1986 à octobre 1987. Imaginant ce qu'aurait été le monde si les super-héros avaient réellement existé depuis les années 1940, Moore et le dessinateur Dave Gibbons dépeignent une Amérique craignant une guerre nucléaire dans le contexte de la guerre froide. Les super-héros doivent alors travailler pour le gouvernement du pays ou se voir déclarés hors-la-loi. Névrosés, amoraux, sexuellement perturbés, mégalomanes, ils se montrent avant tout humains.
L'intrigue n'est pas développée de façon linéaire et la narration dépend de plusieurs points de vue. Moore insère une multitude de détails au cœur du récit et utilise la technique de la mise en abyme (notamment Les Contes du Vaisseau Noir, une bande-dessinée incluse dans la bande-dessinée) offrant ainsi à son œuvre une richesse et une texture rarement atteintes. Le scénario présente ainsi un entremêlement d'histoires, de vies et de destins et multiplie les connexions renvoyant fréquemment le lecteur à des événements du passé qui peu à peu éclairent la situation.
Enfin, le scénariste inclut dans son histoire des éléments philosophiques (questions de la prédestination, de la morale, de libre arbitre, etc.), phénomène inédit dans l'univers des super-héros.
Watchmen connaît un succès retentissant et phénoménal. Il revitalise le genre et inaugure un nouveau genre de bande-dessinée (roman graphique), tout comme à la même époque Frank Miller (The Dark Knight Returns) et, dans un autre registre, Art Spiegelman (Maus) et les frères Gilbert et Jaime Hernandez (Love and Rockets). Il obtient de nombreuses récompenses dont le prix Hugo du meilleur roman de science-fiction, en 1988 (seul comic-book à l'avoir remporté) et le prix du meilleur album étranger à Angoulême, en 1989.
Moore est acclamé pour son travail. Il devient de plus en plus courtisé par les médias pour lesquels il enchaîne les interviews. Très sollicité, il se met à éviter les festivals de BD dans lesquels il déclenche des émeutes et où ses admirateurs le harcèlent jusqu'aux toilettes,.

###### Rupture avecDC Comics
Moore travaille pour DC Comics sur Twilight of the Superheroes, un cross-over réunissant presque tous les super-héros DC. Mais cette œuvre ne voit jamais le jour car le scénariste cesse toute collaboration avec la maison d'édition.
Les causes de cette rupture sont multiples. D'abord, Moore est mécontent des royalties sur les produits dérivés de Watchmen. Lui et Gibbons, qui ne possèdent pas les personnages qu'ils ont créés, n'ont en effet rien reçu sur le produit de la vente de badges en édition limitée qui représentaient personnages et scènes de la série, car l'éditeur considère qu'il s'agit d'articles promotionnels.
Ensuite, le scénariste juge insuffisants les revenus provenant de la réédition de certaines de ses œuvres.
En outre, la volonté de DC de mettre en place un système de classement des comics en fonction de l'âge du public tend encore plus les rapports.
Enfin, DC menace de confier les personnages de Watchmen à d'autres auteurs si Moore et Gibbons quittent l'éditeur. Elle finit de convaincre Moore de partir.

##### Éditeurs indépendantset rééditions
Parallèlement à son travail chez DC Comics, Alan Moore publie certains travaux chez des éditeurs indépendants. Ainsi, en 1985, il participe à American Flagg!, une série policière futuriste créée par Howard Chaykin. Il publie également L'Énigme du refus récalcitrant dans la série Mr. Monster de Michael T. Gilbert.
L'année suivante, paraît In Pictopia ! dans Anything Goes !, l'anthologie caritative de Fantagraphics. Ce strip, dessiné par Donald Simpson, décrit une ville où chaque habitant est un personnage de bande-dessinée.
Par ailleurs, plusieurs éditeurs indépendants rééditent certains de ses premiers travaux. C'est le cas, entre autres, de The Bojeffries Saga par Upshot Comics de Fantagraphics, de D.R. & Quinch par Eagle Comics ou encore de Marvelman (rebaptisé Miracleman, car Marvel se plaignait d'une possible confusion avec son nom) par Eclipse Comics. Moore achève d'ailleurs l'histoire (avec Chuck Austen, Rick Veitch et John Totleben) avant de transmettre l'œuvre à Neil Gaiman (scénario) et Mark Buckingham (dessin).

#### La période indépendante
À la fin des années 1980, Moore reçoit des propositions de toute part, que ce soit pour la bande-dessinée ou pour d'autres médias. Il choisit de se consacrer à la réalisation de nouveaux comics plus innovants et plus expérimentaux.
Ainsi, en 1988, il participe à Taboo, une anthologie de comics créée par Stephen Bissette. Pour le premier numéro, il fournit un strip intitulé Come On Down, qui est une parodie des jeux télévisés. La même année, il travaille sur Brought to Light, une histoire sur les opérations secrètes de la CIA, avec le dessinateur Bill Sienkiewicz, chez Eclipse Comics.
La même année, il crée sa propre maison d'édition, Mad Love, chez laquelle il publie l'anthologie AARGH! (Artists Against Rampant Government Homophobia) (Artistes opposés à l'homophobie gouvernementale rampante), dont le but est de lutter contre la politique anti-homosexuelle du gouvernement conservateur alors au pouvoir. À l'époque, Alan Moore et sa femme vivent avec une troisième partenaire, Deborah Delano. Tous les trois sont scandalisés par la clause 28 qui interdit aux autorités locales de promouvoir l'homosexualité,. Pour cette anthologie, Moore écrit un poème intitulé Le Miroir de l'amour qui décrit l'histoire de l'homosexualité depuis la nuit des temps jusqu'à la crise du SIDA. Cette œuvre est sublimée l'année suivante par l'artiste espagnol José Villarrubia qui réalise une série de photos illustrant chaque strophe.
Toujours en 1988, Alan Moore commence à travailler sur From Hell, une bande-dessinée consacrée à Jack l'Éventreur, appuyé par le dessinateur Eddie Campbell. L'intrigue repose en partie sur la théorie de Stephen Knight selon laquelle les assassinats faisaient partie d'une conspiration maçonnique pour dissimuler la naissance d'un enfant illégitime de la famille royale. Elle s'attarde principalement sur les motivations du tueur et la dimension mythique des crimes. C'est également l'occasion de dépeindre la société victorienne (tensions sociales et lutte des classes) et de mener une réflexion sur la position de la femme dans la société occidentale.[réf. nécessaire]
Les six premiers chapitres de la série sont publiés, entre 1989 et 1992, dans Taboo no 2 à 7. Mais l'anthologie de Bissette rencontrant d'importantes difficultés notamment économiques, elle est stoppée après le septième numéro. La publication de From Hell se poursuit en 1993 à partir du numéro 3 sous le label Kitchen Sink jusqu'au dernier numéro, en 1996. L'ensemble de l'œuvre fait l'objet d'une publication en 2000 sur le label Eddie Campbell Comics.
From Hell obtient le grand prix de la critique à Angoulême en 2001 et fait l'objet d'une adaptation cinématographique la même année.
En 1990, il commence la publication de Big Numbers chez Mad Love. Réalisée avec Bill Sienkiewicz, cette bande-dessinée, prévue pour 12 épisodes, apparaît très ambitieuse et éloignée des standards du médium. Le récit, qui met en scène 40 personnages, prend place dans la Grande-Bretagne des années 1990 et se base sur la théorie du chaos et les découvertes mathématiques de Benoît Mandelbrot. Bill Sienkiewicz illustre les deux premiers épisodes dans un style peint intense mais, ne pouvant plus suivre le rythme de travail, il abandonne le projet et passe le relais à son assistant Al Columbia. Mais l'épisode dessiné par ce dernier n'a jamais été édité et, entre-temps, Mad Love fait faillite. C'est également à cette période que le mariage de Moore avec Phyllis prend fin. Celle-ci déménage dans le nord du Royaume-Uni avec Deborah, leur troisième partenaire, et emmène leurs deux enfants, Leah et Amber.
En 1991, il publie A Small Killing chez l'éditeur britannique Victor Gollancz Ltd, un roman graphique dessiné par Oscar Zárate. Cette bande-dessinée raconte l'histoire de Timothy Hole, un publicitaire idéaliste hanté par les erreurs de son passé. En quête de rédemption, il décide d'affronter son passé douloureux. Cette bande-dessinée, passée inaperçue, est considérée par Moore comme une œuvre « définitivement adulte » et figure, selon lui, parmi ces meilleurs travaux, « l'un des plus beaux livres » sur lequel il a travaillé.
Lost Girls, réalisé avec Melinda Gebbie (sa future femme), est une bande-dessinée pornographique mettant en scène trois personnages  féminins issus de la littérature populaire enfantine : Alice des Aventures d'Alice au pays des merveilles, Wendy de Peter Pan et Dorothy du Magicien d'Oz. L'histoire, qui se déroule avant la première Guerre mondiale, cherche à décoder les sous-entendus sexuels dans chacune de ces œuvres et extrapole le développement de la sexualité chez les trois héroïnes. Très osée et très provocante, notamment par la représentation d'actes sexuels explicites, la bande-dessinée n'en est pas moins placée sous le signe de l'émotion et de la psychologie, attirant de ce fait un public relativement féminin.
À l'instar de From Hell, la publication de Lost Girls est chaotique : cinq épisodes sont publiés dans Taboo avant l'effondrement de l'anthologie ; Kitchen Sink réédite ces épisodes deux ans plus tard, complétés par deux nouveaux épisodes avant sa chute ; en 2006, Top Shelf décide de publier toute la série en trois volumes, puis en un seul, en 2009.
Lost Girls reçoit un très bon accueil. 35 000 exemplaires sont vendus la première année. La série connaît quelques problèmes dans certains États américains où les populations conservatrices crient à la pédopornographie.[réf. nécessaire]

#### Retour dans le monde des super-héros

##### Image ComicsetAwesome Entertainment
Au début des années 1990, pendant l'écriture de From Hell et de Lost Girls, Alan Moore est un peu dans le creux de la vague et connait des difficultés éditoriales et financières. Il est alors contacté par Stephen Bissette qui l'invite à se joindre à Image Comics, une maison d'édition indépendante créée par des dessinateurs vedettes telles que Todd McFarlane, Jim Lee ou Jim Valentino et qui rencontre alors un succès important. D'abord peu enthousiaste, Moore voit dans sa participation l'occasion d'une « vengeance puérile » à l'égard de Marvel et DC Comics et l'opportunité de défendre l'indépendance des auteurs (dont la rémunération est bien plus équitable que chez les gros éditeurs).
Moore crée d'abord une série originale avec Bissette et Rick Veitch intitulée 1963. Écrit en réaction contre la perte d'innocence des super-héros, ce comic book parodie les premières publications de Marvel, parues au début des années 1960. Le scénariste écrit selon les caractéristiques de cette période : sexisme, anti-communisme outrancier, qui apparaissent très datées à l'époque. Ce comic comporte aussi une satire des éditoriaux auto-hagiographiques et pompeux qu'écrivait alors Stan Lee pour Marvel.
Après 1993, Moore travaille sur Spawn de Todd McFarlane, WildCATS de Jim Lee et quelques titres de Rob Liefeld comme Supreme (un pseudo-Superman), Youngblood et Glory permettant à des séries aux personnages peu développés de devenir plus intéressantes.

##### America's Best Comics (ABC)
Après la fin d'Awesome Entertainment, Moore crée la collection America's Best Comics, un ensemble de nouveaux personnages publiés par Wildstorm, la maison éditoriale de Jim Lee. Cependant, juste avant que les premiers titres ne paraissent, Lee vend Wildstorm à DC Comics. Moore, qui s'était juré de ne plus travailler pour DC envisage de tout arrêter. Cependant, Jim Lee et Scott Dunbier, responsable éditorial chez WildStorm parviennent à le convaincre de continuer. En partie parce que WildStorm sert d'intermédiaire entre la maison d'édition et le scénariste et que de cette façon, celui-ci est assuré qu'aucune entrave de la part de l'éditeur américain ne sera faite à son travail.
La collection ABC comprend :
- La Ligue des gentlemen extraordinaires, œuvre illustrée par Kevin O'Neill dont les personnages sont extraits de la littérature populaire de l'Époque victorienne et qui sont des précurseurs des super-héros : Allan Quatermain (Henry Rider Haggard), L'homme invisible (H. G. Wells), le Capitaine Nemo (Jules Verne), Dr Jekyll et de Mr Hyde (Robert Louis Stevenson) et Wilhelmina Murray (du Dracula de Bram Stoker). Remplie de références littéraires, le récit se déroule dans le paysage fictionnel littéraire créé à l'époque victorienne. Au fil des épisodes, la Ligue affronte différents ennemis tels que Fu Manchu, Moriarty ou les Martiens de La Guerre des mondes[75].
- Tom Strong, histoire de héros d'aventure dessinée par Chris Sprouse qui s'inspire de personnages issus des pulps (comme Doc Savage, le Solomon Kane et Flash Gordon)[75] et explore les ramifications politiques entre autres de leur absolutisme moral[réf. nécessaire]. Deux titres dérivés de Tom Strong sont publiés plus tard :Tom Strong's Terrific Tales (une anthologie réunissant des histoires autour de Tom Strong et Jonni Thunder) et Terra Obscura (une série écrite en collaboration avec Peter Hogan, reprenant des personnages de l'âge d'or réintroduits dans Tom Strong)[75].
- Top 10, série policière crayonnée par Gene Ha et encrée par Zander Cannon, prenant place dans Neopolis, une ville où tout le monde, des policiers aux criminels, des simples habitants aux animaux de compagnie, est doté de super-pouvoirs, de costumes et de pseudonymes. La série ne dure que douze volumes, mais conduit à plusieurs dérivés : Smax, une mini-série dessinée par Cannon, Top 10 : the forty-niners, album préliminaire dessiné par Ha et Top 10: Beyond the Farthest Precinct, une suite écrite par Paul Di Filippo et dessinée par Jerry Ordway[76].
- Tomorrow Stories, anthologie regroupant plusieurs séries comme Cobweb, First American, Greyshirt, Jack B. Quick, et Splash Brannigan. Cette anthologie s'arrête au douzième numéro, après avoir remporté un Harvey Award[77].
- Promethea, super-héroïne issue des royaumes de l'imaginaire qui permet à Moore (assisté par le dessinateur J. H. Williams III) d'explorer l'inconscient, le mysticisme, la magie, la Kabbale et l'« écriture féminine ». Découpée en 32 épisodes, cette série fait la part belle à l'expérimentation offrant ainsi au lecteur une large gamme d'innovations aussi bien visuelles que narratives. L'épisode 10, Sexe, serpents et soleil, est récompensé d'un Eisner Award[78].

##### Nouveaux conflits avec DC et Marvel Comics
Alan Moore est contrarié d'être de nouveau placé dans le giron de DC Comics après le rachat de Wildstorm. Wildstorm tente de le protéger de DC, par une sorte de « pare-feu éditorial ». Cependant, divers événements contribuent à l'irritation de Moore. La Ligue de Gentlemen Extraordinaires # 5 contenait une ancienne publicité authentique pour une poire à douche vaginale Marvel. Paul Levitz, le directeur éditorial de DC, fait détruire tout le stock puis le fait réimprimer sans la publicité.
Moore est encore plus irrité lorsque Paul Levitz décide de ne pas publier une histoire de Cobweb à paraître dans Tomorrow Stories # 8 car elle contenait des références à L. Ron Hubbard, Jack Parsons et au « Babalon Working ». DC craint en effet un procès de la part des Scientologues, réputés pour leur caractère procédurier.

En 2002, Joe Quesada, rédacteur en chef de Marvel Comics réussit à persuader Moore de travailler de nouveau pour Marvel, lui jurant que l'éditeur avait changé et que les problèmes qu'il avait eus précédemment (Marvel US avait réédité des strips de Moore parus dans Doctor Who Weekly sans sa permission) ne se reproduiraient jamais. Moore accepte donc la parution d'une édition collector de Captain Britain. Hélas, son nom ne figure pas dans les crédits à la suite d'une erreur de composition et il décide, malgré les plates excuses de Quesada, de ne plus jamais travailler pour Marvel.

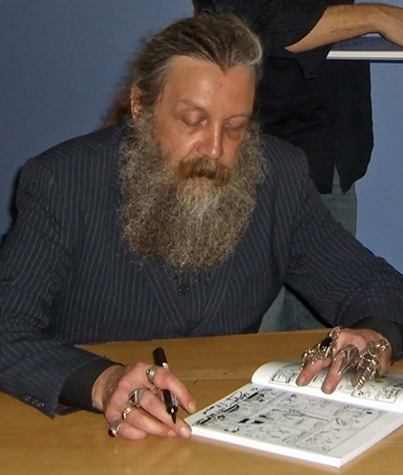
Alan Moore en dédicace, en 2006.

#### Retour vers l'indépendance
En 2003, Alan Moore annonce se retirer du monde des comics grand public. Il souhaite diminuer sa cadence de travail et se consacrer pleinement à d'autres projets dans des domaines aussi variés que la magie, la musique, la peinture, etc. De plus, les différentes interventions de DC Comics dans son travail l'ont épuisé. Le 32e épisode de Promethea, qui paraît en avril 2005, conclut l'univers ABC et signe le retrait du scénariste.
En 2006, James McTeigue réalise l'adaptation de V pour Vendetta, sur un scénario des sœurs Wachowski. En 2009, c'est au tour de Watchmen d'être adapté sur grand écran par Zack Snyder, un premier projet d'adaptation par Terry Gilliam ayant été abandonné par le producteur Joel Silver. Ces adaptations hollywoodiennes ont finalement peu à voir avec les œuvres originales de Moore à tel point que celui-ci refuse même de toucher des droits dessus. Il accorde peu de crédit au cinéma qui, en raison du nombre d'intervenants qu'il requiert, ne lui semble pas permettre la même liberté d'expression que l'écriture.
En 2010, il publie Neonomicon chez Avatar Press avec Jacen Burrows au dessin. Cette bande-dessinée est une suite de The Courtyard, un texte de Moore publié en 1994 et qui est basé sur des poèmes de H.P. Lovecraft.
De 2009 à 2011, Moore parraine la revue underground Dodgem Logic (en). Les huit numéros sont publiés et distribués par Tony Bennett de Knockabout Comics, un proche de Moore. Ils contiennent divers textes et illustrations d'artistes de Northampton ou d'amis de Moore (Melinda Gebbie, Kevin Nowlan...), ainsi que de nombreux textes de Moore lui-même y compris, à chaque livraison, l'éditorial. Le 2e numéro, en février 2010, contenait en encart le premier comic-book (huit pages) entièrement écrit et dessiné par Alan Moore, Astounding weird penises.
Après avoir publié le volumineux roman Jerusalem en 2016, il souhaite écrire un dernier volume de La Ligue des gentlemen extraordinaires, puis quitter la bande dessinée qu'il estime s'être embourgeoisée,.
Nommé pour l'attribution du grand prix de la ville d'Angoulême 2017, Alan Moore figurait, à l'issue du premier tour, parmi les trois auteurs plébiscités et bien qu'il soit « heureux et fier de cet honneur », il fit savoir aux organisateurs qu'il ne souhaitait plus participer à la vie publique de la bande dessinée ou recevoir de prix.

### Travaux dans d'autres médias
Moore a écrit La Voix du feu, recueil de nouvelles relatant l'histoire de Northampton de l'âge du bronze à nos jours. Publié en 1996, le roman est un succès critique mais pas commercial. Le second roman de Moore, Jerusalem, se déroule lui aussi dans Northampton, mais en se limitant uniquement aux Boroughs, le quartier où il a grandi. Alan Moore affirme en interview que ce roman est une célébration des valeurs de la classe ouvrière dont il se revendique.
Il a écrit un scénario de film qui n'a jamais été adapté, Fashion Beast, d'après La Belle et la Bête de Jean Cocteau et la vie du créateur de mode Christian Dior. Ce scénario avait été commandé par Malcolm McLaren,. Il a également écrit le scénario de Show Pieces, une série de courts-métrages réalisés par Mitch Jenkins.
Il s'est plusieurs fois essayé à la musique, formant avec David J (le bassiste de Bauhaus) et Max Akropolis (sous le pseudonyme de Translucia Baboon) le groupe The Sinister Ducks, qui a sorti un single, March of the Sinister Ducks (pochette réalisée par Kevin O'Neill). Moore et David J ont sorti un single incluant un enregistrement de Vicious Cabaret, chanson présente dans V for Vendetta. Il s'est aussi produit avec le groupe de Northampton Emperors of Ice Cream.
Moore pratique la magie, gnostique depuis le milieu des années 1990. Il est également membre d'un groupe d'art performance, « The Moon and Serpent Grand Egyptian Theatre of Marvels », dont certaines pièces ont été enregistrées sur CD et deux, The Birth Caul. et Snakes and Ladders, adaptées en bande dessinée par Eddie Campbell.

### Vie privée

#### Famille
Alan Moore rencontre sa première femme, Phyllis Dixon, à l'âge de 20 ans après une séance de lecture de poésie au sein du Groupe d'Arts de Northampton. Ils commencent à se fréquenter et emménagent rapidement dans un studio situé dans Queen's Park Parade. Ils se marient en 1975 et déménagent dans un deux pièces sur Colwyn Road. Phyllis tombe enceinte en 1977 et accouche en février 1978 de Léah. En 1982, le couple a une deuxième fille prénommée Amber.
Dans la seconde moitié des années 1980, Alan et sa femme ont une troisième partenaire, Deborah Delano. En 1990, le mariage de Moore avec Phyllis prend fin. Celle-ci déménage dans le nord du Royaume-Uni avec Deborah et emmène leurs deux enfants, Leah et Amber.
Alan Moore se marie avec Melinda Gebbie le 12 mai 2007.

#### Politique
Anarchiste attaché à la classe ouvrière, il déplore aussi l'évolution du Parti travailliste sous Tony Blair : « J'ai haï madame Thatcher, mais j'ai haï encore davantage Tony Blair, surtout parce qu'il a séparé le Parti travailliste de son engagement à respecter « la Clause IV (en) », qui le liait au socialisme. (…) il y a eu ce fameux discours où il déclarait benoîtement : « nous faisons tous partie de la classe moyenne à présent, n'est-ce pas ? » Eh bien, non, Tony, ce n'est pas le cas. »

#### Magie et occultisme
L'intérêt de Moore pour la magie est réellement apparu lors de la création de la bande dessinée From Hell. En effet, dans l'une des scènes de l'ouvrage, le Dr. Gull déclare : « L'unique endroit où les dieux existent sans aucun doute est dans nos esprits où ils sont incontestablement vrais dans toute leur grandeur et leur monstruosité ».
En 1993, le scénariste décide de devenir magicien. L'année suivante, au cours d'un rituel avec Steve Moore, il connaît sa « première expérience de magie authentique » au cours de laquelle il prétend avoir été en contact avec un dieu-serpent romain du IIe siècle nommé Glycon. Il adopte cette divinité alors même qu'il découvre qu'il s'agit en réalité d'un canular élaboré par Alexandre le Faux, un prophète des Balkans : « si je dois avoir un dieu, j'aime autant que ce soit un canular ». Il prétend avoir rencontré, au total, quatre dieux et deux autres types d'entités..
Pour Moore, la magie fait partie intégrante du processus de création. Elle se rapproche de l'art et l'art, sous toutes ses formes, se rapproche de la magie. Le langage et l'écriture et, de façon plus globale, toute forme de communication, permettant de développer des idées complexes, est un acte magique.

## Analyse de l'œuvre

### Méthode de travail
Alan Moore planifie à l'avance et de façon très précise ses scripts, découpant les intrigues page par page. Ainsi, pour Big Numbers, il avait écrit le synopsis entier sur une feuille A1 sous la forme d'un tableau : 12 colonnes pour les épisodes et 48 lignes pour les personnages. Dans chacune des cases, il avait noté précisément ce que chaque personnage faisait dans chaque épisode.
De même, les scripts qu'il fournissait aux différents dessinateurs avec qui il a travaillé étaient généralement très fournis en détail. Moore explique que cela remonte certainement à l'époque où il écrivait pour 2000 AD : « il arrivait souvent que j'ignore qui allait dessiner le strip. Je devais écrire un scénario à l'épreuve de toute incompréhension. Je mettais tous les détails qui me venaient à l'esprit et j'essayais de rendre ça aussi intéressant (...) que possible ». Moore écrit ses scripts souvent sous forme de cases en dessinant des croquis avec des petits bonshommes bâtons et le tout annoté de façon très anarchique..
Pour la rédaction des comics, Moore s'impose une limite de mots par vignette à ne pas dépasser. C'était un moyen pour lui d'avoir une écriture beaucoup plus précise, qui se concentre uniquement sur les éléments les plus importants.
Moore insiste aussi sur l'importance du processus collaboratif entre le scénariste et son dessinateur. L'œuvre résultant de cette collaboration doit apparaître comme le résultat d'un auteur unique. Moore reconnaît d'ailleurs que de toutes les capacités dont il se sert, c'est probablement son don pour la collaboration qui est le plus important et le plus utile.
Enfin, la consommation de drogues entre pleinement dans le processus créatif de Moore. Il reconnaît consommer une énorme quantité de hash quotidiennement, lui apportant ainsi un plus dans son travail. Toutefois, le scénariste demeure lucide sur le caractère dangereux des drogues et estime être sauvé car il n'en prend jamais dans un but purement récréatif.

## Liste des œuvres

### Œuvres en anglais

#### Bandes dessinées

##### Ses premiers travaux, publiés en Angleterre
- Alan Moore's Shocking Futures, Titan Books (en), 1986, réédition de strips de Future Shocks originellement publiés dans 2000 AD entre 1981 et 1983, collectif.  (ISBN 0-907610-71-4)
- Alan Moore's Twisted Times, Titan Books, 1987, réédition de strips de Time Twisters originellement publiés dans 2000 AD entre 1980 et 1983, collectif.  (ISBN 0-907610-72-2)
- The Complete Future Shocks, Rebellion, 2006, réunit les deux volumes précédents et du matériel supplémentaire,  (ISBN 1-904265-88-X)
- The Ballad of Halo Jones, avec Ian Gibson (dessin), Titan Books. Prépublié dans 2000 AD numéros 376-385, 405-415 et 451-466, (1984-1986).
- The Bojeffries Saga, avec Steve Parkhouse (dessin), Tundra, 1992.
- Captain Britain, avec Alan Davis (dessin), Marvel Comics, 2002. Réédition de diverses publications de Marvel UK en 1983-1984.
- D.R. and Quinch, avec Alan Davis (dessin), Titan Books. Prépublié dans 2000 AD numéros 317, 350-359 et 363-367 (1983-1984).
- Doctor Who numéros 14 et 15, Marvel Comics.
- Marvelman, avec Garry Leach, Alan Davis, John Totleben, etc. (dessin), Eclipse Comics, 3 tomes. Prépublié dans Warrior numéros 1-21 (1982-1984) et Miracleman numéros 1-16 (1985-1989).
- Maxwell the Magic Cat (en), Acme Press, 1986-1987, 4 tomes. Réédition de strips hebdomadaires publiés dans Northants Post de 1979 à 1986.
- Skizz, avec Jim Baikie, Titan Books. Prépublié dans 2000 AD numéros 308 à 330 (1983).
- Star Wars: Devil Worlds. Reprise de cinq histoires publiées dans Star Wars: The Empire Strikes Back Monthly numéros 151, 154-156 et 159.

##### DC Comics
- Watchmen, avec Dave Gibbons (Dessin), 1987. Prépublié en 12 fascicules (1986-1987).
- Swamp Thing, avec Stephen R. Bissette, Rick Veitch, etc. (dessin), numéros 20-58, 60-61, 63-64 et Annual #2 (1983-1987). Repris en 6 volumes :
  - Saga of the Swamp Thing, 1987 (reprend 21-27)
  - Swamp Thing: Love and Death, 1990 (reprend 28-34 & Annual 2)
  - Swamp Thing: The Curse, 2000 (reprend 35-42)
  - Swamp Thing: A Murder of Crows, 2001 (reprend 43-50)
  - Swamp Thing: Earth to Earth, 2002 (reprend 51-56)
  - Swamp Thing: Reunion, 2003 (reprend 57-61, 63 et 64)
  - L'histoire du numéro 20 n'a été rééditée que dans l'édition reliée.
- V pour Vendetta, avec David Lloyd (dessin), 1995. Deux premiers chapitres prépubliés dans Warrior 1-26 (1982-1985), puis le tout en dix fascicules de 1988 à 1989 par DC Comics.
- This is Information, 9/11: Artists Respond, avec Melinda Gebbie (dessin), 2002.
- DC Universe: The Stories of Alan Moore, 2006. Reprend diverses histories parues dans des publications DC Comics. Contient :
  - Batman: The Killing Joke, avec Brian Bolland (dessin), 1988 (absent de la première édition de 2005)
  - Batman: Mortal Clay, Batman Annual numéro 11, avec George Freeman (dessin), 1987, DC Comics.
  - DC Comics Presents numéro 85, septembre 1985, avec Superman et Swamp Thing.
  - Detective Comics numéros 549 et 550.
  - « Mogo Doesn't Socialize », avec Dave Gibbons (dessin), dans Green Lantern vol. 2, numéro 188, mai 1985.
  - deux histoires tirées de Tales of the Green Lantern Corps - Annual numéros 2 et 3.
  - deux histoires tirées de Omega Men numéros 26 et 27.
  - une histoire tirée de Secret Origins numéro 10.
  - « Superman: For the Man Who Has Everything », avec Dave Gibbons (dessin), dans Superman Annual numéro 11,1985.
  - « Superman: Whatever Happened to the Man of Tomorrow? », avec Curt Swan, dans Superman numéro 423 et Action Comics numéro 583, 1986.
  - Vigilante numéros 17 et 18.
- Albion (en), avec Leah Moore & John Reppion (scénario), Dave Gibbons (couvertures), Shane Oakley et George Freeman (dessin), 2005, 6 numéros. (Publié par WildStorm)
- Alan Moore: Wild Worlds, collection d'histoires écrites pour Wildstorm, 2007

##### Image Comics
- 1963, avec Stephen R. Bissette, Rick Veitch, etc. (dessin), 1986, 6 fascicules.
- Glory, 4 numéros.
- Judgement Day.
- Spawn, avec Todd McFarlane (dessin), numéros 8, 32, 37.
- Spawn/WildC.A.T.S 4 numéros. Repris dans Alan Moore: Wild Worlds, DC Comics, 2007
- Supreme, avec Joe Bennett, Rick Veitch, Keith Giffen, Dan Jurgens, Stephen Platt, Chris Sprouse, etc. (dessin), numéros 41-56, 1996-1998.
- Supreme: the Return, avec Chris Sprouse, Rick Veitch, etc. (dessin), numéros 1-6, 1999-2000. Repris en deux tomes par Checker Books (The Story of the Year etThe Return).
- Violator 3 numéros.
- Violator vs. Badrock 4 numéros.
- Voodoo: Dancing in the Dark 4 numéros. Repris dans Alan Moore: Wild Worlds, DC Comics, 2007
- WildCATS, avec Travis Charest (dessin), numéros 21-34 et 50, 1995-1998. Numéros 21-34 repris dans deux tomes : Gang War et Homecoming, numéro 50 repris dans Alan Moore: Wild Worlds, DC Comics, 2007.
- Wildstorm Spotlight numéro 1 : Mister Majestic. Repris dans Alan Moore: Wild Worlds, DC Comics, 2007
- Un épisode de The Maxx de Sam Kieth.
- Deathblow By Blows 3 numéros, 1999. Repris dans Alan Moore: Wild Worlds, DC Comics, 2007

##### America's Best Comics
- Tom Strong, avec Chris Sprouse, etc. (dessin), 5 tomes à ce jour. Publié en fascicules depuis 1999.
- Tomorrow Stories, divers dessinateurs, deux tomes. Publié en 12 fascicules en 1999-2002 et 2 numéros spéciaux en 2006.
- La Ligue des gentlemen extraordinaires, avec Kevin O'Neill (dessin), 2001.
  - Volume 1, 2001. Publié en 6 fascicules en 1999-2000.
  - Volume 2, 2003. Publié en 6 fascicules en 2002-2003.
- Promethea, avec J. H. Williams III (dessin), 5 tomes. Reprend les 32 fascicules parus de 1999-2005.
- Terra Obscura, avec Peter Hogan et Yanick Paquette (dessin) :
  - Volume 1, 2004. Publié en 6 fascicules en 2003-2004.
  - Volume 2, 2005. Publié en 6 fascicules en 2004-2005.
- Tom Strong's Terrific Tales, avec Steve Moore, Arthur Adams, etc. (dessin), 2 tomes. Publié en 12 fascicules de 2002 à 2005.
- Top 10, avec Gene Ha et Zander Cannon (dessin). Publié en 12 fascicules de 1999 à 2001.
  - Top 10: Book One reprend les numéros 1-7.
  - Top 10: Book Two reprend les numéros 8-12.
  - Top 10: the 49ers est une préquelle.
  - Smax the Barbarian, 2004, spin-off. Publié en 5 fascicules en 2003-2004.

##### Auto-édition et éditeurs divers
- Big Numbers, avec Bill Sienkiewicz, Mad Love, 1990. 2 fascicules parus sur 12 prévus.
- From Hell, avec Eddie Campbell (dessin), Eddie Campbell Comics, 1999. Publié en 11 fascicules en 1991-1998.
- Filles perdues, avec Melinda Gebbie. Publié dans Taboo numéros 5-7, SpiderBaby Graphics, 1991-1992 et en tant que Comic Book chez Kitchen Sink Press, 1995-1996, 2 fascicules. Publié intégralement chez Top Shelf aux États-Unis et chez Delcourt en France.
- Meatcake #9 (1999), Fantagraphics Books; with Dame Darcy
- A Small Killing, avec Oscar Zárate, Victor Gollancz Ltd, 1991. Réédité en 2003 par Avatar Press

#### Romans, recueils de nouvelles  et livres illustrés
- La Voix du feu, Calmann-Lévy, coll. « Interstices », 2008 ((en) Voice of the Fire, Victor Gollancz Ltd, 1996), trad. Patrick Marcel, 336 p.  (ISBN 978-2-7021-3753-6)
- (en) The Mirror of Love, Top Shelf Productions, 2003
- L'Hypothèse du lézard suivi d'essais, hommages, appréciations & entretiens, Les Moutons électriques, 2005
- Jérusalem, Inculte, 2017 ((en) Jerusalem, 2016), trad. Christophe Claro, 1280 p.  (ISBN 979-10-95086-44-4)
- Illuminations, Bragelonne, 2023 ((en) Illuminations, 2022), trad. Claire Kreutzberger, 517 p.  (ISBN 979-10-281-1217-2)
- Le Grand Quand, Bragelonne, 2024 ((en) The Great When, 2024), trad. Christophe Claro, 384 p.  (ISBN 979-10-281-1923-2)

#### Discographie
- March of the Sinister Ducks, single des The Sinister Ducks, 1983.

À partir de 1996, les CD sont des enregistrements de pièces de théâtre réalisées avec son groupe d'art performance.
- The Birth Caul, D.O.R., 1996.
- The Moon and Serpent Grand Egyptian Theatre of Marvels, Cleopatra, 1996.
- Brought to Light, Codex Books, 1998.
- The Highbury Working, RE, 2000.
- Angel Passage, RE, 2002.
- Snakes and Ladders, RE, 2003.

### Œuvres traduites en français

#### Bandes dessinées
- Watchmen, avec Dave Gibbons, Zenda

1. Le Comédien, 1987
2. Dr Manhattan, 1987
3. Rorschach, 1988
4. Le Hibou, 1988
5. Laurie, 1988
6. Ozymandias, 1988

Publication d'une intégrale en deux volumes en 1992. Publication d'une intégrale en un volume en 1998, chez Delcourt puis en intégrale chez urban comics en 2013 et en 2019 il le réédite sous une forme de version rendant hommage a la première parution.
- Superman, avec Dave Gibbons, Comics USA

Bon anniversaire, 1988
- Batman, avec Brian Bolland, Comics USA

Souriez !, 1989. Réédité en 2000 par Delcourt sous le titre Rire et mourir, puis en 2009 chez Panini sous le titre original, "The killing joke" et finallement chez urban comics en 2014.
- V pour Vendetta, avec David Lloyd, Zenda

1. Visages, 1989
2. Vérités, 1989
3. La valse du vice, 1989
4. Valérie, 1989
5. Voyages, 1989
6. Victoria, 1990

Intégrale, Delcourt, 1999 et chez urban comics en mai 2013 puis de nouveau dans la collection black label en mai 2020.
- Miracleman, avec Garry Leach, Delcourt, 1989.
- La Ballade de Halo Jones, avec Ian Gibson, Delcourt, 1990.
- D.R. & Quinch présentent : Le non-sens de la vie, avec Alan Davis, Zenda, 1990.
- Petits Meurtres, avec Oscar Zárate, Zenda, 1991. Réédité sous le titre Une petite Mort, Le Seuil, 2005.
- Spawn, Semic

1. Tome 4, avec Todd McFarlane, 1995
2. Tome 19, avec Greg Capullo, 1997

- Violator, avec divers auteurs, Semic, 1997
- WildCATS 12 à 15, avec Travis Charest, Semic, 1997. Réédité en 2001 dans le premier tome de l'intégrale.
- Swamp Thing, Delcourt

1. Racines, avec John Totleben (dessin) et Stephen Bissette (encrage), 1998
2. Invitation à la peur, avec Shawn McManus, 1999

Puis Delcourt réédite Swamp Thing sous forme d'intégrale
2. Amour & Mort, avec John Totleben (dessin) et Stephen Bissette (encrage), 2004
3. La Malédiction, avec John Totleben (dessin) et Stephen Bissette (encrage), 2005
- Judgment Day, avec divers auteurs, Generation Comics

1. Tome 1, 1998
2. Tome 2, 1999

- Supreme, avec Joe Bennett et Rick Veitch, Génération Comics

1. Tome 1, 1998
2. Tome 2, 1998
3. Tome 3, 2000
4. Tome 4, 2000

Réédition intégrale sous le titre L'Âge d'or, Delcourt, 2003.
- Top 10, Semic.

1. Tome 1 avec Gene Ha, 2000
2. Tome 2 avec Gene Ha, 2001
3. Tome 3 avec Gene Ha, 2002
4. Tome 4 avec Zander Cannon, 2004

- Tom Strong, avec Chris Sprouse, Spark, 2000.

1. Les origines
2. Le retour de Modular Man
3. Les aztèques
4. [Sans titre]

Intégrale en deux volumes, Semic, 2000-2001.
- Promethea, avec J. H. Williams III, Semic.

1. Tome 1 (Semic, 2000) : épisodes #1-4
2. Tome 2 (Semic, 2001) : épisodes #5-8 et America's Best Comics Giant
3. Tome 3 (Semic, 2002) : épisodes #9-12
4. Tome 4 (Panini Comics, 2007) : épisodes #13-18
5. Tome 5 (Panini Comics, 2008) : épisodes #19-23
6. Tome 6 (Panini Comics, 2008) : épisodes #24-28
7. Tome 7 (Panini Comics, 2010) : épisodes #29-32

- From Hell, avec Eddie Campbell, Delcourt, 2000.
- La Ligue des gentlemen extraordinaires, avec Kevin O'Neill, Éditions USA

1. Volume 1, 2001
2. Volume 2, 2001. Ces deux volumes repris dans une intégrale, 2001 et 2018.
3. Le Dossier Noir, 2003 et 2020
4. Volume 3 : Century, Le Dossier Noir et le volume 3 sont repris dans une intégrale, 2004 puis le volume 3 seul, en trois tomes, 2010-2012, puis regroupés en une intégrale, 2021
5. Trilogie de Nemo, 2013-2015 et 2020
6. La Tempête, 2020

- L'univers des super-héros de Alan Moore, DC Comics, 2005. Cet album est une sélection d'histoires de super-héros publiées par Moore dans les années 1980[102].
- Jack B. Quick, avec Kevin Nowlan, Éditions USA, 2006
- The Forty-Niners avec Gene Ha, Panini, 2006.
- Filles perdues avec Melinda Gebbie, traduction d'Anne Capuron, Delcourt, 2008[103],[104]
- Neonomicon, avec Jacen Burrows, Urban Comics, 2013
- Fashion Beast, Panini Comics, 2013
- Crossed + 100, avec Gabriel Andrade, Panini Comics

1. Tome 1, 2015

- Providence, avec Jacen Burrows, Panini Comics

1. Tome 1 : La Peur qui rôde, 2016
2. Tome 2 : L'Abîme du temps, 2016
3. Tome 3 : L'Indicible, 2017
4. Intégrale (tomes 1 à 3), 2018

- Visions, avec Felipe Massafera, Antony Johnston et Juan José Ryp, Komics Initiative, 2021

Anthologie contenant
1. Another Suburban Romance, pièce adaptée par Antony Johnston et Juan José Ryp (dessins)
2. Light Of Thy Countenance, nouvelle adaptée par Antony Johnston et Felipe Massafera (dessins)
3. Alan Moore's Writing For Comics, essai avec dessins de Jacen Burrows et Juan José Ryp

#### Romans et nouvelles
- La Voix du feu, Calmann-Lévy, coll. « Interstices », 2008 ((en) Voice of the Fire, Victor Gollancz Ltd, 1996), trad. Patrick Marcel, 336 p.  (ISBN 978-2-7021-3753-6)
- L'Hypothèse du lézard suivi d'essais, hommages, appréciations & entretiens, Les Moutons électriques, 2005
- Jérusalem, Inculte, 2017 ((en) Jerusalem, 2016), trad. Christophe Claro, 1280 p.  (ISBN 979-10-95086-44-4)
- Illuminations, Bragelonne, 2023 ((en) Illuminations, 2022), trad. Claire Kreutzberger, 517 p.  (ISBN 979-10-281-1217-2)
- Le Grand Quand, Bragelonne, 2024 ((en) The Great When, 2024), trad. Christophe Claro, 384 p.  (ISBN 979-10-281-1923-2)

## Adaptations de travaux de Moore

### Bande dessinée
- The Birth Caul, Eddie Campbell Comics, 1999. Adaptation d'une représentation par Eddie Campbell. Trad. La Coiffe de naissance, éditions Çà et là, 2013. Traduit par Jean-Paul Jennequin.
- Snakes and Ladders, Eddie Campbell Comics, 2001. Adaptation d'une représentation par Eddie Campbell. Trad. Serpents et échelles, éditions Çà et là, 2014. Traduit par Jean-Paul Jennequin.
- Alan Moore's Magic Words, Avatar Press, 2002. Paroles de chansons, poèmes et autres écrits d'Alan Moore adaptés par divers artistes sous une couverture de Juan José Ryp.
- Another Suburban Romance, Avatar Press, 2003. Pièce adaptée par Antony Johnston et Juan José Ryp.
- Alan Moore's The Courtyard, Avatar Press, 2003. Nouvelle adaptée par Antony Johnston et Jacen Burrows.
- A Hypothetical Lizard, Avatar Press, 2003. Nouvelle adaptée par Antony Johnston, Lorenzo Lorente et Sebastian Fiumara.

### Cinéma

#### Liste des films
- From Hell, réalisé par Albert et Allen Hughes, 2001.
- La Ligue des gentlemen extraordinaires, réalisé par Stephen Norrington, 2003.
- Constantine, d'après John Constantine personnage de Swamp Thing créé par Moore, 2005.
- V pour Vendetta, adaptation des Wachowski, film réalisé par James McTeigue, 2006.
- Watchmen, réalisé par Zack Snyder, 2009.

#### Réactions aux adaptations cinématographiques de ses œuvres
Les adaptations cinématographiques des œuvres de Moore ont été sujettes à controverses. Pour From Hell et La Ligue des gentlemen extraordinaires, il avait décidé de ne pas intervenir du tout, afin qu'aucune confusion ne puisse être faite entre la bande dessinée et le produit cinématographique. Moore admet qu'un tel raisonnement était plutôt naïf.
Les ennuis commencent lorsque Martin Poll (le producteur) et Larry Cohen (le storyboarder) engagent des poursuites contre la 20th Century Fox, prétendant que le film La Ligue des gentlemen extraordinaires plagie leur script intitulé A Cast of Characters qui met également en scène des personnages issus de la littérature victorienne. Malgré les similitudes entre les deux scripts, la plupart des éléments du film final, ajoutés pour lui, ne figuraient pas dans les planches de Moore. Selon ce dernier, les deux accusateurs « semblaient croire que les dirigeants de la 20th Century Fox l'avaient appelé et persuadé de voler leur story-board, puis d'en faire une bande dessinée qu'ils pourraient alors adapter en film, afin de dissimuler le vol initial ». L'auteur vit très difficilement le procès, estimant qu'il aurait mieux été traité s'il avait « violé puis tué un car entier d'enfants handicapés mentaux après les avoir drogués à l'héroïne ».
Moore décide alors de se séparer totalement du monde du cinéma. Pour les œuvres dont il ne détient pas seul les droits, il décide de ne plus faire apparaître son nom au générique et de ne percevoir aucun paiement. Ce choix s'est appliqué à  Constantine, V pour Vendetta et Watchmen.

« Ce sont des films idiots, sans la moindre qualité, une insulte à tous les réalisateurs qui ont fait du cinéma ce qu'il est, des magiciens qui n'avaient pas besoin d'effets spéciaux et d'images informatiques pour suggérer l'invisible. Je refuse que mon nom serve à cautionner d'une quelconque manière ces entreprises obscènes, où l'on dépense l'équivalent du PNB d'un pays en voie de développement pour permettre à des ados ayant du mal à lire de passer deux heures de leur vie blasée. La majorité de la production est minable, quel que soit le support. Il y a des films merdiques, des disques merdiques, et des BD merdiques. La seule différence, c'est que si je fais une BD merdique, cela ne coûte pas cent millions de dollars. »

— Alan Moore, entretien dans la revue D-Side no 29 juillet-août 2005
En 2022 pour The Guardian, Moore dénonce les films de super-héros et l'industrie des comics, les accusant d'être infantilisants et de préfigurer le fascisme.

#### Impact des adaptations cinématographiques sur les mouvements sociaux
Bien qu'Alan Moore n'aime pas les adaptations cinématographiques de ses œuvres, celles-ci connaissent du succès auprès du public, et leur sous-texte politique et social fait qu'elles sont parfois reprises dans l'iconographie des mouvements sociaux. Ainsi, le masque de Guy Fawkes, popularisé par le film V pour Vendetta, est devenu le symbole du mouvement cyberactiviste Anonymous, et peut être régulièrement vu dans de nombreuses manifestations. Tandis que de manière plus indirecte, durant la vague de manifestations dans de nombreux pays en octobre 2019, le maquillage de la version « Joaquin Phoenix » du Joker tirée du film de 2019 de Todd Phillips, qui n'est pas une adaptation directe d'un comic en particulier, mais qui est fortement inspiré de l'aspect psychologique et social du Joker que Moore a dépeint dans The Killing Joke, est devenu un symbole de contestation dans plusieurs de ces manifestations, notamment celles au Chili et au Liban.

### Télévision
- L'épisode « For the Man Who Has Everything » de La Nouvelle Ligue des justiciers (Justice League Unlimited) est tiré de l'histoire du même nom de l'histoire de Moore parue dans Superman Annual.

## Prix et récompenses
- 1985 : 
  - Prix Inkpot
  - Prix Jack-Kirby de la meilleure série (avec Stephen Bissette et John Totleben) et du meilleur scénariste pour Swamp Thing ; du meilleur épisode pour Swamp Thing Annual no 2 (avec Stephen Bissette et John Totleben)
- 1986 : Prix Jack-Kirby de la meilleure série (avec Stephen Bissette et John Totleben) et du meilleur scénariste pour Swamp Thing ; de la meilleure nouvelle série pour Miracleman (avec divers auteurs)
- 1987 : Prix Jack-Kirby de la meilleure série pour Swamp Thing (avec Stephen Bissette et John Totleben) ; de la meilleure nouvelle série, de la meilleure mini-série, des meilleurs auteurs (avec Dave Gibbons) et du meilleur scénariste pour Watchmen
- 1988 : 
  - Prix Hugo pour Watchmen (avec Dave Gibbons)
  - Prix Eisner du meilleur album, des meilleurs auteurs, de la meilleure mini-série (avec Dave Gibbons) et du meilleur scénariste pour Watchmen
  - Prix Harvey de la meilleure série, du meilleur album, de l'excellence dans la production (tous trois avec Dave Gibbons) et du meilleur scénariste pour Watchmen ; du meilleur épisode pour Watchmen no 9 (avec Dave Gibbons)
  - Prix Haxtur de la meilleure histoire longue pour Watchmen (avec Dave Gibbons)
- 1989 :
  - Prix du meilleur album étranger au Festival d'Angoulême 1989 pour Watchmen (avec Dave Gibbons)[110]
  - Prix Eisner du meilleur album (avec Brian Bolland) et du meilleur scénariste pour Batman: The Killing Joke
  - Prix Harvey du meilleur épisode et du meilleur album pour Batman: The Killing Joke (avec Brian Bolland)
  - Prix Haxtur du meilleur scénario pour Swamp Thing : La Malédiction
  - Prix Sproing de la meilleure bande dessinée étrangère pour Batman: The Killing Joke (avec Brian Bolland)
- 1990 : 
  - Prix du meilleur album étranger au Festival d'Angoulême 1990 pour V pour Vendetta[110]
  - Prix Max et Moritz de la meilleure publication de bande dessinée pour Watchmen (avec Dave Gibbons)
- 1992 : Prix Urhunden du meilleur album étranger pour Watchmen (avec Dave Gibbons)
- 1993 : Prix Eisner de la meilleure histoire à suivre pour From Hell (avec Eddie Campbell)
- 1994 : Prix Eisner du meilleur album pour Petits Meurtres (avec Oscar Zárate)
- 1995 : 
  - Prix Eisner du meilleur scénariste pour From Hell
  - Prix Harvey de la meilleure série pour From Hell (avec Eddie Campbell)
- 1996 :
  - Prix Eisner du meilleur scénariste pour From Hell
  - Prix Harvey du meilleur scénariste pour From Hell
- 1997 : 
  - Prix Eisner du meilleur scénariste pour From Hell et Supreme
  - Prix Harvey du meilleur scénariste pour From Hell
  - Prix Ignatz de la meilleure histoire pour From Hell (avec Eddie Campbell)
- 1999 : Prix Harvey du meilleur scénariste pour l'ensemble de ses travaux
- 2000 : 
  - Prix Eisner (avec Al Gordon et Chris Sprouse) du meilleur numéro (Best Single Issue) pour Tom Strong no 1 : How Tom Strong Got Started et de la meilleure histoire à suivre pour Tom Strong no 4-7 ; de la meilleure nouvelle série pour Top 10 (avec Gene Ha et Zander Cannon) ; de la meilleure anthologie pour Tomorrow Stories (avec Rick Veitch, Kevin Nowlan, Melinda Gebbie et Jim Baikie) ; du meilleur recueil pour From Hell (avec Eddie Campbell) ; du meilleur scénariste pour La Ligue des gentlemen extraordinaires, Promethea, Top 10, Tom Strong et Tomorrow Stories
  - Prix Harvey du meilleur scénariste pour La Ligue des gentlemen extraordinaires ; du meilleur album reprenant des travaux auparavant publiés pour From Hell (avec Eddie Campbell)
  - Prix Ignatz du meilleur roman graphique ou recueil pour From Hell (avec Eddie Campbell)
  - Prix Max et Moritz du meilleur scénariste international
  - Prix Adamson du meilleur auteur international pour l'ensemble de son œuvre
- 2001 :
  - Prix Eisner de la meilleure série pour Top 10 (avec Gene Ha et Zander Cannon) ; du meilleur numéro (Best Single Issue) pour Promethea no 10 : Sex, Stars and Serpents (avec J. H. Williams III et Mick Gray) ; du meilleur scénariste pour La Ligue des gentlemen extraordinaires, Promethea, Top 10, Tom Strong et Tomorrow Stories
  - Prix Harvey du meilleur scénariste pour Promethea
  - prix Bram-Stoker du meilleur récit illustré pour La Ligue des gentlemen extraordinaires
  - grand prix de la critique au Festival d'Angoulême 2001 pour From Hell (avec Eddie Campbell)
- 2002 : Prix Micheluzzi de la meilleure bande dessinée pour From Hell (avec Eddie Cambpell)
- 2003 : 
  - Prix Eisner de la meilleure mini-série pour La Ligue des gentlemen extraordinaires vol. II (avec Kevin O'Neill)
  - Prix Harvey du meilleur scénariste pour Promethea ; de la meilleure série pour La Ligue des gentlemen extraordinaires (avec Kevin O'Neill) ; du meilleur épisode pour The League of Extraordinary Gentlemen vol. 2, no 1 (avec Kevin O'Neill)
  - Prix Micheluzzi de la meilleure bande dessinée pour La Ligue des gentlemen extraordinaires (avec Kevin O'Neill)
- 2004 : 
  - Prix Eisner du meilleur scénariste pour La Ligue des gentlemen extraordinaires, Promethea, Smax, Tom Strong et Tom Strong's Terrific Tales
  - Prix Harvey de la meilleure série pour La Ligue des gentlemen extraordinaires vol. 2 (avec Kevin O'Neill)
  - Prix Sproing de la meilleure bande dessinée étrangère pour La Ligue des gentlemen extraordinaires vol. 2 (avec Kevin O'Neill)
- 2006 : 
  - Prix Eisner du meilleur album pour Top 10 : The Forty-Niners (avec Gene Ha) ; du meilleur scénariste pour Promethea et Top 10 : THe Forty-Niners ; du meilleur projet patrimonial (comic book) pour Absolute Watchmen (avec Dave Gibbons)
  - Prix Urhunden du meilleur album étranger pour V pour Vendetta (avec David Lloyd)
- 2008 : Prix Max et Moritz d'exception pour une œuvre remarquable
- 2009 : Prix Sproing de la meilleure bande dessinée étrangère pour From Hell (avec Eddie Campbell)
- 2012 : Prix Bram-Stoker du meilleur roman graphique pour Neonomicon (en)
- 2014 : Temple de la renommée Will Eisner
- 2016 : Prix Bram-Stoker « grand maître » pour l'ensemble de sa carrière

### Filmographie
- 2003 : The Mindscape of Alan Moore, Shadowsnake Films